# Hiroki Kato
Hiroki Kato (født 31. juli 1986) er en tidligere japansk fodboldspiller.
Han har spillet for flere forskellige klubber i sin karriere, herunder Mito HollyHock.